# A Venda (Baños de Molgas)
A Venda es un lugar situado en la parroquia de Cantoña, del concello de Baños de Molgas, comarca de Allariz-Maceda, en la provincia de Orense, Galicia, España.